# Prangos rutaefolius
Prangos rutaefolius är en flockblommig växtart som beskrevs av Aleksandr Andrejevitj Bunge. Prangos rutaefolius ingår i släktet Prangos och familjen flockblommiga växter. Inga underarter finns listade i Catalogue of Life.